# Joseph R. Lane
Joseph Reed Lane (ur. 6 maja 1858 w Davenport, zm. 1 maja 1931 tamże) – amerykański polityk, członek Partii Republikańskiej.

## Działalność polityczna
W okresie od 4 marca 1899 do 3 marca 1901 przez jedną kadencję był przedstawicielem 2. okręgu wyborczego w stanie Iowa w Izbie Reprezentantów Stanów Zjednoczonych.